# 吉田正廣
吉田 正廣（よしだ まさひろ、1895年12月8日 - 1972年1月10日）は、日本の朝鮮史家、郷土史家、朝鮮総督府官吏。

## 来歴
堂前家の三男として鹿児島県北伊佐郡羽月村（現・伊佐市）に生まれる。5歳の時、吉田家の養子となる。鹿児島県立鹿屋農学校（現・鹿屋農業高等学校）卒業。朝鮮総督府の記録では、大正10年（1921年）、京畿道勧業技手が初見。36歳の時、吉田朝子（当時23歳）と見合い結婚する。朝鮮農地令制定の最重要人物とされ、朝鮮総督府高等官（奏任官）として『朝鮮の小作慣行－時代と慣行』（1930年）などの著作がある。自らライフワークを「『朝鮮の農村及農村生活』の実証的研究である」と記していたという。終戦後、妻子とともに鹿児島県大口町に引き揚げ、鹿児島県庁に勤務する。郷土史、農民史を研究しつつ、鹿児島県史や鹿児島県議会史などの編纂に携わり、地元の経済大学や短期大学の講師を兼ねた。

## 家族
妻の朝子は明治40年（1907年）8月3日、朝鮮の京城生まれ。父は朝鮮の陸軍病院に勤務していた軍人であった。ひとりっ子としてなに不自由なく育ち、旧制高等女学校を卒業後、単身日本へ渡り、同志社大学に入学した。3年後、朝鮮の母校で英語の教師を1年間務めた。正廣と結婚、同地で1男2女を儲ける（長女は早世）。終戦に伴い帰国した翌年に生まれた次男が、のちにシンガーソングライターとなる吉田拓郎である。朝子は創立されたばかりのラ・サール高校の舎監を務め、仕事の傍ら、同校の図書館で独学し、栄養士の資格を得て、広島県立盲学校の栄養士を10年務める。53歳で定年後、広島の自宅で師範として茶道、花道の教室を営む（1985年没）。
キーボードプレイヤーのモンゴル松尾は正廣・朝子の次女の息子である。

## 著書
- 『朝鮮の小作慣行－時代と慣行』朝鮮農会、1930年
- 『朝鮮ノ小作慣行』上下巻、朝鮮総督府、1932年
- 吉田正廣『朝鮮に於ける小作に關する基本法規の解説』朝鮮農政研究同志會、1934年。doi:10.11501/1882456。全国書誌番号:53009428。
- 吉田正広『鹿児島県農民組織史』鹿児島県, 鹿児島県教員互助会印刷部、1960年。doi:10.11501/2499313。全国書誌番号:63004825。
- 吉田正広『鹿児島明治百年史年表』鹿児島県、1968年。 NCID BN07913754。

## 評伝
- 坂根嘉弘「評伝 朝鮮総督府官吏・吉田正廣とその時代」清文堂出版、2021年、ISBN 4792414873, ISBN 978-4792414870